# Myrmeocorus allodapus
Myrmeocorus allodapus là một loài bọ cánh cứng trong họ Cerambycidae.